# Vieux Copain
Le Vieux Copain est un cotre à tapecul, construit en 1940 comme bateau de pêche.
Son immatriculation est : CH 2190 (quartier maritime de Cherbourg).
Le Vieux Copain fait l’objet d’un classement au titre objet des monuments historiques depuis le 9 juin 1986.

## Histoire
Il a été construit dans un chantier des Sables-d'Olonne pour servir de thonier à un pêcheur de l'île d'Yeu Gaston Poiraud
À sa fin de carrière de pêche en 1974, il est vendu pour servir de base scientifique au Groenland. Après avoir été endommagé, il rejoint le port de Granville et est classé en épave dans l'embouchure du Trieux. Il est acheté une première fois par un Breton qui le remorque jusqu'à Paimpol. Mais aucun entretien ne le remet à flot.
En mai 1983, l'épave est rachetée pour le franc symbolique par Serge Le Joliff qui décide la restauration du Vieux Copain selon les techniques traditionnelles mises en œuvre lors de sa construction. Après six ans de travaux il devient apte au transport de passagers en 1992.
Au départ de Paimpol il proposait des sorties en mer vers les îles voisines comme Bréhat et participait aux rassemblements de vieux gréements comme les fêtes maritimes de Brest ou Douarnenez. Il peut embarquer jusqu'à trente passagers.
Le bateau a quitté Paimpol le 17 février 2009 pour Cherbourg, où il a navigué avec l'association Voiles écarlates.

## Canot de service
Son annexe, en bois, a été construite en 1936 au chantier Sibiril de Carantec (Finistère). Elle fait aussi l’objet d’un classement au titre objet des monuments historiques depuis le 22 février 2010.

## Restauration

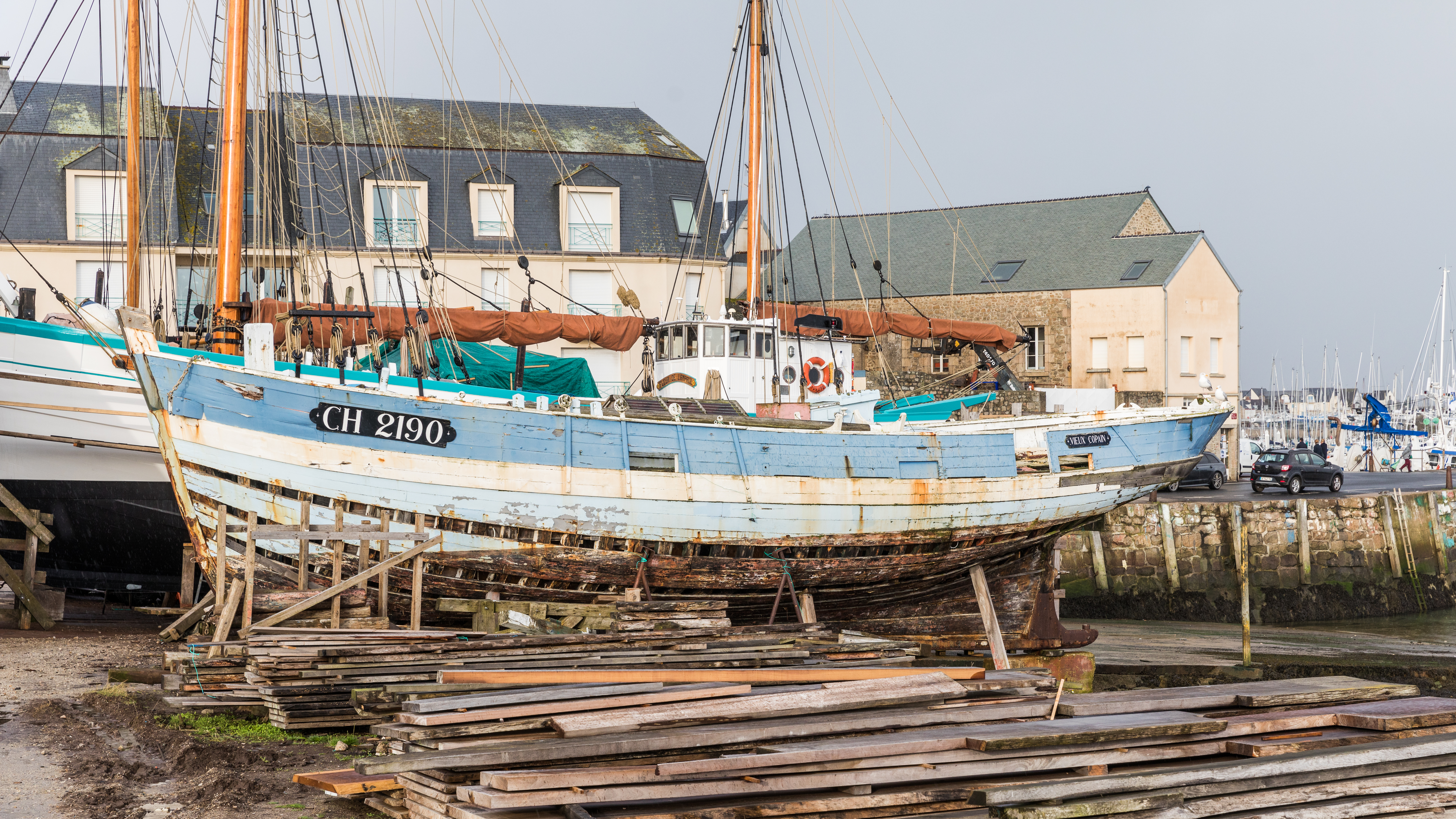
Vieux Copain, Saint-Vaast-la-Hougue, 2021

Il est en cale sèche depuis 2012 au chantier naval Bernard  à Saint-Vaast-la-Hougue. C'est son gérant Gilles Auger qui l'a acquis pour l'euro symbolique. Une restauration est envisagée, à partir de 2017, avec un financement multiple.